# Ken Scott (attore)
Ken Scott, nome all'anagrafe Kenneth E. Schibath (Brooklyn, 13 ottobre 1928 – Los Angeles, 2 dicembre 1986), è stato un attore statunitense.

## Biografia
Figlio del decoratore d'interni Ernst Schibath, compì gli studi alla Erasmus Hall High School e alla Colby Academy, ha lavorato come camionista, artista, attore, venditore e infine annunciatore televisivo alla WDSU-TV di New Orleans. Scoperto dal produttore Buddy Adler in uno show televisivo, fu assunto dalla 20th Century Fox l'8 ottobre 1956; il suo primo ruolo fu nel film Io non sono una spia.
Ha avuto ruoli da protagonista in molti B Movie dello studio API di Robert L. Lippert e ha fatto apparizioni in alcuni dei film più importanti della Fox. Dopo il termine del contratto con la Fox è apparso come guest star in numerose serie televisive americane, a partire dal 1962. Era sposato dall'agosto 1973 con la sceneggiatrice Patricia Joyce.

## Filmografia

### Cinema
- Io non sono una spia (Three Brave Men), regia di Philip Dunne (1956)
- La strada dell'oro (The Way to the Gold), regia di Robert D. Webb (1957)
- La donna dai tre volti (The Three Faces to Eve), regia di Nunnally Johnson (1957)
- Spionaggio a Tokyo (Stopover Tokyo), regia di Richard L. Breen (1957)
- L'uomo che non voleva uccidere (From Hell to Texas), regia di Henry Hathaway (1958)
- Bravados (The Bravados), regia di Henry King (1958)
- Duello a Fort Smith (The Fiend Who Walked the West), regia di Gordon Douglas (1958)
- Ossessione di donna (Woman Obsessed), regia di Henry Hathaway (1959)
- La mia terra (This Earth Is Mine), regia di Henry King (1959)
- La moglie sconosciuta (A Private Affairs), regia di Raoul Walsh (1959)
- Cinque vie per l'inferno (Five Gates to Hell), regia di James Clavell (1959)
- Adorabile infedele (Beloved Infidel), regia di Henry King (1959)
- Desiderio nella polvere (Desire in the Dust), regia di William F. Claxton (1960)
- La carovana dei coraggiosi (The Fiercest Heart), regia di George Sherman (1961)
- I pirati di Tortuga (Pirates of Tortuga), regia di Robert D. Webb (1961)
- Lo sceriffo in gonnella (The Second Time Around), regia di Vincent Sherman (1961)
- Police Nurse, regia di Maury Dexter (1963)
- Raiders from Beneath the Sea, regia di Maury Dexter (1964)
- La brigata invisibile (The Naked Brigade), regia di Maury Dexter (1965)
- The Murder Game, regia di Sidney Salkow (1965)
- Viaggio allucinante (Fantastic Voyage), regia di Richard Fleischer (1966)
- Il massacro del giorno di San Valentino (The St. Valentine's Day Massacre), regia di Roger Corman (1967)
- Psych-Out - Il velo sul ventre (Psych-Out), regia di Richard Rush (1968)
- The Roommates, regia di Arthur Marks (1973)
- Fabulous Fanny, regia di Lee Frost (1975)
- La corsa più pazza del mondo (The Gumball Rally), regia di Chuck Bail (1976)
- A doppia esposizione (Double Exposure), regia di William Byron Hillman (1982)

### Televisione
- Tales of Wells Fargo – serie TV, un episodio (1962)
- Ben Jerrod – serie TV, un episodio (1963)
- Death Valley Days – serie TV, 4 episodi (1963-1968)
- Gli inafferrabili (The Rogues) – serie TV, un episodio (1964)
- Gunsmoke – serie TV, un episodio (1965)
- Vita da strega (Bewitched) – serie TV, un episodio (1965)
- Get Smart – serie TV, un episodio (1966)
- Daniel Boone – serie TV, un episodio (1966)
- Tarzan – serie TV, un episodio (1966)
- Laredo – serie TV, un episodio (1966)
- Batman – serie TV, 2 episodi (1967)
- F.B.I. (The F.B.I.) – serie TV, 3 episodi (1967-1968)
- Uno sceriffo a New York (McCloud) – serie TV, 9 episodi (1970-1977)
- Mod Squad, i ragazzi di Greer (The Mod Squad) – serie TV, un episodio (1971)
- Dan August – serie TV, un episodio (1971)
- Due onesti fuorilegge (Alias Smith and Jones) – serie TV, 2 episodi (1971)
- Cannon – serie TV, 2 episodi (1971-1972)
- Missione impossibile (Mission: Impossible) – serie TV, 2 episodi (1971-1972)
- Get Christie Love! – serie TV, un episodio (1975)
- Barnaby Jones – serie TV, un episodio (1975)
- Starsky & Hutch – serie TV, un episodio (1975)
- The Adams Chronicles – serie TV, un episodio (1976)
- Nel tunnel dei misteri con Nancy Drew e gli Hardy Boys (The Hardy Boys/Nancy Drew Mysteries) – serie TV, un episodio (1978)
- Charlie's Angels – serie TV, 2 episodi (1978-1980)
- Bigfoot and Wildboy – serie TV, un episodio (1979)
- Lobo – serie TV, un episodio (1979)
- Dallas – serie TV, un episodio (1980)
- Galactica (Galactica 1980) – serie TV, un episodio (1980)
- Quincy (Quincy, M.E.) – serie TV, 3 episodi (1980-1983)
- Cuore e batticuore (Hart to Hart) – serie TV, un episodio (1981)
- Mago Merlino (Mr. Merlin) – serie TV, un episodio (1981)
- Professione pericolo (The Fall Guy) – serie TV, 2 episodi (1982)
- La casa nella prateria (Little House on the Prairie) – serie TV, un episodio (1982)
- Top Secret (Scarecrow and Mrs. King) – serie TV, un episodio (1983)
- Supercar (Knight Rider) – serie TV, 2 episodi (1983-1984)

## Doppiatori italiani
Nelle versioni italiane dei suoi film, Ken Scott è stato doppiato da:
- Nando Gazzolo in La donna dai tre volti
- Renato Turi in Spionaggio a Tokyo
- Glauco Onorato in Ossessione di donna
- Gualtiero De Angelis in Cinque vie per l'inferno
- Emilio Cigoli in Desiderio nella polvere